# Herbert Flam
Herbert Flam (New York, 7 novembre 1928 – New York, 25 novembre 1980) è stato un tennista statunitense.

## Carriera
In singolare ha raggiunto due finali nei tornei dello Slam, la prima agli U.S. National Championships 1950 dove venne sconfitto da Art Larsen e la seconda sette anni dopo sui campi in terra battuta del Roland Garros dove si arrese a Sven Davidson.
In Coppa Davis ha giocato quattordici match con la squadra statunitense vincendone dodici.

## Statistiche

### Singolare

#### Vittorie (6)
| Numero | Anno              | Torneo                                                | Superficie  | Avversario in finale | Punteggio               |
| 1.     | 22 luglio 1950    | U.S. Men's Clay Court Championships, Indianapolis     | Terra rossa | Ted Schroeder        | 6-1, 6-2, 6-2           |
| 2.     | 14 luglio 1952    | Swiss International 1952, Gstaad                      | Terra rossa | Irvin Dorfman        | 6-4, 6-2, 6-1           |
| 3.     | 3 giugno 1956     | Torneo Godó, Barcellona                               | Terra rossa | Mervyn Rose          | 6-2, 6-3, 6-0           |
| 4.     | 22 luglio 1956    | U.S. Men's Clay Court Championships, Indianapolis (2) | Terra rossa | Edward Moylan        | 3-6, 6-3, 1-6, 6-3, 6-3 |
| 5.     | 23 settembre 1956 | Pacific Southwest Championships, Los Angeles          | Cemento     | Ken Rosewall         | 4–6, 6–1, 5–7, 6–3, 7–5 |
| 6.     | 19 maggio 1957    | Torneo Godó, Barcellona (2)                           | Terra rossa | Mervyn Rose          | 6-4, 4-6, 6-3, 6-4      |